# هارولد فلمنج
هارولد فلمنج (بالإنجليزية: Harold Fleming)‏ (30 أبريل 1887 في المملكة المتحدة - 23 أغسطس 1955 في المملكة المتحدة) هو لاعب كرة قدم بريطاني (وحمل سابقاً جنسية المملكة المتحدة لبريطانيا العظمى وأيرلندا) في مركز الهجوم. شارك مع منتخب إنجلترا لكرة القدم. أما مع النوادي، فقد لعب مع سويندون تاون.

## مسيرته الكروية
لعب هارولد فلمنج خلال مسيرته الاحترافية مع نادِ واحدٍ في أربعة مواسم وسجل خلالها 34 هدفًا ضمن 69 مباراة. ولم يفز بأي موسم بالكأس أو بالدوري.
خاض هارولد فلمنج مسيرته مع نادي سويندون تاون في موسم 1920–21 ليلعب معه أربعة مواسم، مشاركًا في 69 مباراة سجل خلالها 34 هدفًا.

## وصلات خارجية
- هارولد فلمنج على موقع قاعدة بيانات كرة القدم.إي يو (الإنجليزية)
- هارولد فلمنج على موقع ناشيونال فوتبول تيمز (الإنجليزية)